# Vestur-Barðastrandarsýsla

Vestur-Barðastrandarsýsla

Die Vestur-Barðastrandarsýsla ist ein Bezirk in den Westfjorden Islands.
Der Bezirk hat eine Fläche von 	1519 km² und besteht seit der Auflösung der Landgemeinde Tálknafjörður 2024 aus einer einzigen Gemeinde, Vesturbyggð. Sie bildet den südwestlichen Teil der Westfjorde. Bíldudalur und Patreksfjörður sind die größten Ortschaften. Der Bezirk liegt im Wahlkreis Norðvesturkjördæmi.